# SB-357134
La SB-357134 es un fármaco utilizado en investigaciones cienctíficas. Actúa como un potente receptor antagonista 5-HT6 selectivo y oralmente activo. La SB-258585 y otros antagonistas 5-HT6 presentan efectos nootrópicos en estudios realizados en animales, y ha sido propuesto como nuevo tratamiento para desórdenes cognitivos tales como la esquizofrenia y la enfermedad de Alzheimer.